# 派勒·伊什特万
派勒·伊什特万（匈牙利語：Pelle István，1907年7月26日—1986年3月6日），匈牙利男子竞技体操运动员。他曾获得1932年夏季奥运会体操比赛男子鞍马和自由体操金牌。他也参加了1928年和1936年夏季奥运会。